# Elizaveta Malakhova
Elizaveta Khikmetovna Malakhova (en ukrainien, Єлизавета Хікматівна Малахова) aussi prénommée Liza (Ліза), née Soloviova (Соловйова) le 13 mars 1993, est une joueuse d'échecs ukrainienne. Elle a le titre de grand-maître international féminin depuis 2010 et a remporté le championnat d'Ukraine féminin en 2016.
Au 1er juillet 2017, elle est la neuvième joueuse ukrainienne avec un classement Elo de 2 337 points.